# Co przed nami
Co przed nami – czwarty album studyjny polskiego piosenkarza Wojciecha Gąssowskiego wydany 30 października 2000 roku. Album promuje utwór pt. Zakazane wakacje.

## Lista utworów
1. Zakazane wakacje  (M. Jurecki – A. Mogielnicki)
2. Ile szczęścia mieć  (J. Krzaklewski – B. Olewicz)
3. Do tańca nie daj prosić się  (M. Jurecki – B. Olewicz)
4. Jest impreza  (D. Kozakiewicz – B. Olewicz)
5. Your old devil moon eyes  (W. Gąssowski – J. Siemasz)
6. To za nami  (M. Jurecki – B. Olewicz)
7. Butterfly of love  (W. Jagielski – J. Siemasz)
8. Rock na cały blok  (W. Kuleczka)
9. Jak nie ty, to kto?  (R. Poznakowski – J. Wołek)
10. Zagraj w nieznane  (J. Krzaklewski – J. Skubikowski)
11. Wędruję przejazdem  (W. Jagielski – W. Młynarski)
12. Walcz o życie  (D. Kozakiewicz – M. Gaszyński)
13. Mazowiecki gen  (D. Kozakiewicz – A. Mogielnicki)[2]

## Twórcy
- Wojciech Gąssowski – wokal
- Mieczysław Jurecki – gitara basowa
- Andrzej Mogielnicki – teksty
- Jacek Krzaklewski – gitara
- Bogdan Olewicz – teksty
- Dariusz Kozakiewicz – gitara
- Jerzy Siemasz – teksty
- Wojciech Jagielski – perkusja
- Waldemar Kuleczka – gitara
- Ryszard Poznakowski – wokal
- Jan Wołek – teksty
- Jacek Skubikowski – teksty
- Wojciech Młynarski – teksty
- Marek Gaszyński – teksty